# إميلي كولمان
إميلي كولمان (بالإنجليزية: Emily Coleman)‏ (1899، أوكلاند في الولايات المتحدة - 1979)؛ شاعرة، كاتِبة وروائية أمريكية. درست في كلية ويليسلي.